# Otis Redding
Otis Ray Redding, Jr. (9. september 1941 – 10. december 1967) var en amerikansk soulsanger fra Macon i sydstaten Georgia. Redding døde ved en flyulykke i en alder af 26 år, en måned før udgivelsen af (Sittin' On) The Dock of the Bay, der blev Reddings største hit.
Udover (Sittin' On) the Dock of the Bay, havde Redding hits med Sam Cooke's Shake og Try a Little Tenderness, alle sange, der af Rock and Roll Hall of Fame er angivet at være blandt de 500 sange, der definerede Rock 'n' Roll..